# Свободные профсоюзы Побережья
Свободные профсоюзы Побережья (пол. Wolne Związki Zawodowe Wybrzeża, WZZW) – польское нелегальное профобъединение 1978—1980 годов, одна из самых активных структур оппозиционного движения в ПНР. Действовали в городах Балтийского побережья. Способствовали созданию движения Солидарность.

## Рабочая оппозиция
Вторая половина 1970-х годов была отмечена в ПНР нарастанием экономических трудностей, социальной напряжённости и протестного движения. Летом 1976 произошли крупномасштабные рабочие выступления, жёстко подавленные властями. В сентябре того же года диссидентские активисты учредили Комитет защиты рабочих (КОР) В начале 1978 по инициативе Казимежа Свитоня была создана оппозиционная группа Свободные профсоюзы Верхней Силезии.
Верхнесилезская инициатива стала толчком для создания аналогичной нелегальной структуры на Балтийском побережье. Инициаторами выступили активисты диссидентского движения Анджей Гвязда и Кшиштоф Вышковский. Задачей было объявлено отстаивание гражданских и социальных прав трудящихся ненасильственными методами. При этом позиция формулировалась в контексте жёсткого противостояния режиму ПОРП.
1 августа 1978 года вышел первый номер бюллетеня Robotnik Wybrzeża. В опубликованной Декларации (главным автором был Вышковский), в частности, говорилось:

В ПНР есть профсоюзы, объединяющие миллионы трудящихся, обладающие собственной прессой, средствами, помещениями. Тем не менее, каждые несколько лет рабочие выходят на улицы, чтобы напомнить о своих правах. На них нападает милиция, их подвергают репрессиям. Даже большие группы рабочих в конфликтах с администрацией бессильны и изолированы. Положение обманутого в одиночку ещё труднее…

Мы не ставим перед собой политических целей, не навязываем своих членам и сторонникам какой-либо идеологии, мы не стремимся к власти. Но нам не избежать политических обвинений. Круг вопросов, рассматриваемых как политические, очень широк и охватывает практически всё, кроме поездок по грибы…

Наша деятельность законна и правомочна. Каждый человек имеет естественное право на защиту, на правосудие и на достойную жизнь — это гарантирует нам Конституция Польской Народной Республики и международные договоры, касающиеся прав человека и гражданина.

## Организаторы и активисты
В первый состав Учредительного комитета входили Анджей Гвязда, Кшиштоф Вышковский и Антоний Соколовский. Вскоре Соколовского сменил Эдвин Mышк, а Вышковского – Анджей Бульц. В мае 1980 на место Бульца заступил Ян Карандзей.
Активистами профсоюза были Лех Валенса, Богдан Борусевич, Алина Пенковская, Марыля Плоньская, Богдан Лис, Анна Валентынович, Анджей Колодзей, Лех Качиньский, Казимеж Шолох, Иоанна Дуда-Гвязда, Пётр Малишевский, Богдан Фельский, Тадеуш Щепаньский. Большинство из них (Валенса, Лис, Колодзей, Валентынович, Малишевский, Фельский, Щепаньский и другие) были рабочими, иногда инженерами (чета Гвязда). Представители гуманитарной интеллигенции (Качиньский, Борусевич) являлись скорее исключениями.

## Деятельность и противостояние
Профсоюз занимал активную позицию в трудовых конфликтах, организовывал локальные протесты, выпускал большое количество печатной продукции (в частности опубликовал Конвенцию МОТ), оказывал помощь уволенным. Работа велась не только на промышленных предприятиях в городах Балтийского побережья, прежде всего в Гданьске, но и в окрестных кашубских деревнях.
Профсоюзы поддерживали тесную связь с КОР и Движением защиты прав человека и гражданина, во главе которого стоял Лешек Мочульский (в 1979 – основатель Конфедерации независимой Польши). С помощью этих структур удавалось широко информировать о деятельности WZZW. Отмечалось, что из всех оппозиционных организаций ПНР Свободные профсоюзы Побережья получали наибольшую поддержку в рабочей среде.
Власти ПНР преследовали активистов WZZW. (Исключение составлял первый секретарь Гданьского воеводского комитета ПОРП Тадеуш Фишбах, пытавшийся, по его словам, наладить диалог.) Они подвергались увольнениям, давлению, угрозам. В марте 1980 при крайне подозрительных обстоятельствах погиб Тадеуш Щепаньский, которому ещё не исполнилось 20 лет. Похороны, собравшие около 2 тысяч человек, превратились в оппозиционную манифестацию. Расследование вели официальные правоохранительные органы ПНР, убийцы остались «не установлены». Существуют основания предполагать причастность СБ.
Госбезопасность пыталась внедрить агентуру в нелегальную организацию. Впоследствии выяснилось, что секретным агентом-осведомителем являлся Эдвин Мышк. С другой стороны, тайную связь с WZZW поддерживал капитан СБ Адам Ходыш, игравший роль своеобразного «польского Клеточникова».

## В Августе 1980
Летом 1980 года члены WZZW составили костяк забастовочного актива. Малишевский выступил инициатором забастовки на Гданьской судоверфи — первоначально акции протеста против увольнения Валенсы и Валентынович за участие в Свободных профсоюзах. Валенса, Лис и Колодзей возглавили Межзаводский забастовочный комитет, положивший организационное начало начало Солидарности.
Роль WZZW в августовских событиях отмечалась в советской прессе:

Руководитель забастовки в Гданьске Валеса (так в тексте — прим.) несколько лет занимался организацией т. н. «свободных профсоюзов Балтийского побережья».

«Правда», сентябрь 1980

С лета-осени 1980 Свободные профсоюзы Побережья прекратили самостоятельное существование, включившись в «Солидарность».

## В новой Польше
Многие активисты WZZW стали крупными политиками в Третьей Речи Посполитой. Лех Валенса и Лех Качиньский были президентами Польши. Богдан Борусевич является маршалом сената. Кшиштоф Вышковский являлся советником правительства, известен как политический эксперт. Богдан Лис был сенатором и депутатом, является крупным общественным деятелем.
Отношения между многими ветеранами организации после победы сильно осложнились. Особенно враждебны друг к другу стали Валенса и Гвязда. Анна Валентынович вместе с Лехом Качиньским погибла в Смоленской авиакатастрофе. Трудно сложилась личная судьба Петра Малишевского. Больших успехов в бизнесе достиг осведомитель Мышк.
Подробная история Свободных профсоюзов Побережья написана Анджеем Колодзеем.